# Delturus
Delturus – rodzaj słodkowodnych ryb sumokształtnych z rodziny zbrojnikowatych (Loricariidae). Typ nomenklatoryczny podrodziny Delturinae.

## Występowanie
Brazylia.

## Klasyfikacja
Gatunki zaliczane do tego rodzaju:
- Delturus angulicauda
- Delturus brevis
- Delturus carinotus
- Delturus parahybae

Gatunkiem typowym jest Delturus parahybae.